# Херюнга (община)
Община Херюнга (на шведски: Herrljunga kommun) е разположена в лен Вестра Йоталанд, югозападна Швеция с обща площ 512 km2 и население 9274 души (към 31 декември 2013). Административен център на община Херюнга е едноименния град Херюнга.